# Pokomam
Pokomam (Pocomam). –Pleme Mayan Indijanaca iz južne Gvatemale. Teritorij im se prostire od gornje Motague do granice Salvadora, odnosno u departmanima Chimaltenango, Guatemala, Amatitlan i Jalapa. U vrijeme konkviste u Salvador su se širili sve do Chalchuape. Glavni gradski centri gdje danas Pokomami žive su San Martín Jilotepeque, Mixco, Petapa, Jalapa, Jilotepeque i Asuncíon Mita. Njihova drevna prijestolnica bila je Mixco u dolini Xilotepeque.
Današnji Pokomami prvenstveno su poljoprivrednici, uzgajivači kukuruza i graha, bave se i lončarstvom, te proizvodnjom drvenog ugljena. Kuće su im raštrkane, često od ćerpiča, prekrivene crijepom ili limom. Teritorij im je podijeljen po kantonima. Postoji i rigidni sistem klasa temeljen na dobi i bogatstvu. Religija im je mješavina katolicizma i plemenskih vjerovanja, uključujući i vjeru u sveta mjesta i svete objekte. 

## Vanjske poveznice
- Comunidad Lingüística Poqomam  Arhivirana inačica izvorne stranice od 29. listopada 2006. (Wayback Machine)